# Phillip Wilson (muzikant)
Phillip Wilson (St. Louis, 8 september 1941 – New York, 25 maart 1992) was een Amerikaanse jazzmuzikant (drums, percussie) van de modern creative-jazz.

## Biografie
Wilson had als kind vioolonderricht en speelde in plaatselijke trommelbands zoals de Tom Powell Post. Onder invloed van zijn leraar James Meredith kwam hij in aanraking met de jazz. Hij speelde tijdens zijn middelbareschooltijd met Oliver Lake en Scrooge Harris. Op 14-jarige leeftijd volgden eerste professionele optredens met de organisten Don James en Freddie Washington. Op 16-jarige leeftijd werd hij lid van het orgeltrio van Sam Lazar, bij wie hij vier jaar bleef, o.a. met optredens in Minton's Playhouse in New York. Tot 1964 speelde hij in verschillende rhythm-and-blues-bands, in St. Louis met Lester Bowie en begeleidde hij soulzangers. In 1965 verhuisde hij naar Chicago, waar hij actief werd in de AACM en behoorde hij tot verschillende bands van Roscoe Mitchell, waaronder diens Art Ensemble, waaruit het Art Ensemble of Chicago ontstond.
Vanaf 1967 speelde hij in de Butterfield Blues Band, waarmee hij drie albums opnam, en in verschillende rockbands. Wilsons song Love March, die hij schreef met Gene Dinwiddie, werd door de band gespeeld in Woodstock en in 1970 op het livealbum van het festival uitgebracht. Begin jaren 1970 formeerde hij met Dinwiddie en een ander bandlid Buzz Feiten de jazzrock-band Full Moon, waarmee een album ontstond.
In 1975/1976 was hij als studiomuzikant werkzaam bij Stax Records in Memphis. Daarna verhuisde hij naar New York, waar hij in het loft- en freejazzcircuit werkte met Hamiet Bluiett, Lester Bowie, Anthony Braxton, John Carter, Julius Hemphill, Frank Lowe, James Newton en o.a. te horen was op Wildflowers. In 1976 werkte hij mee aan David Murrays debuutalbum Flowers for Albert. In 1978 concerteerde hij met een eigen formatie tijdens het Moers Festival met Olu Dara, Frank Lowe en Fred Williams. Tijdens de jaren 1980 was hij lid van Lester Bowie's Brass Fantasy, diens From the Roots to the Source en diens orgelensemble (The Organizer, DIW, 1991).

## Overlijden
Phillip Wilson werd in maart 1992 op 50-jarige leeftijd vermoord in de buurt van het Central Park.

## Discografie
Albums onder zijn eigen naam resp. als co-leader
- 1978: Duet (Improvising Artists) met Lester Bowie
- 1978: Live at Moers Festival (Moers Music), met Frank Lowe, Olu Dara und Fred Williams
- 1978: Fruits (Circle Records) met Wadada Leo Smith, Johnny Dyani

Albums als begeleidingsmuzikant
- 1967-1968: Art Ensemble 1967-68 (Nessa Records)
- 1978: Lester Bowie: The 5th Power (Black Saint)
- 1979: John Carter: Variations on Selected Themes for Jazz Quintet (Moers Music)
- ????: Frank Lowe: Inappropriate Choices (ITM Records)
- 1976: James Newton: Portraits (India Navigation)